# 菊栄親睦会
菊栄親睦会（きくえいしんぼくかい）は、皇族及び旧皇族（旧宮家）による親睦団体である。

## 概要
菊栄親睦会は皇室の親族一統による親睦会で、皇室と最も近い親戚として交流を保ち、皇室を支える役割を担う。
1947年（昭和22年）10月に昭和天皇の弟である秩父宮・高松宮・三笠宮の3直宮家を除く11宮家が臣籍降下（いわゆる皇籍離脱）した際、昭和天皇の指示により、戦前の「皇族親睦会」を「菊栄親睦会」と改称して皇族と旧皇族の親睦を図っている。

## 結成
遡ると、戦前に皇族内の親睦会として「皇族親睦会」があり、初回は昭和2年（1927年）5月、秩父宮邸で開かれた。第二次世界大戦の中断を経て、敗戦後の昭和20年（1945年）9月に茶話会として復活し、連合国軍最高司令官総司令部（GHQ）の占領政策についての意見交換などを行う。
しかし直後の昭和22年（1947年）10月14日、GHQによる皇室財産の処分及び皇室縮小の方針に抗しかねて、いわゆる伏見宮系皇族にあたる11宮家51名が臣籍降下を余儀なくされる。
昭和天皇としては今回の臣籍降下は占領政策による不本意なものであり、皇室としては11宮家（旧皇族）とは従来と変わらず交流をすることを希望したことから、同日付で皇族親睦会にかわる、皇族と旧皇族の合同の新たな親睦会を結成。天皇より「菊栄親睦会」と命名される。その目的は、「会員の親睦・知識の増進及び人格の修養を図り、必要に応じて相互扶助を行うこと」とされた。

## 会員資格
2019年（令和元年）頃、令和改元に際し、以下の通り改正された。
名誉会員
- 天皇、皇后、上皇、上皇后

会員
1. 名誉会員以外の皇族
2. 1947年 (昭和22年) 10月14日に臣籍降下した旧皇族とその配偶者、元王公族とその配偶者（※子孫は、当主（祭祀継承者）とその配偶者に限る）
3. 上記より後に皇籍を離れた者とその配偶者[注釈 2]

## 運営
皇室と旧皇族との交際は、宮中行事への参列や、個々の宮家ごとの拝謁などで度々行われていたが、その他にも、旧皇族との親睦自体を目的とした会合もたびたびおこなわれた。
なお、菊栄親睦会およびこれらの活動について宮内庁は、「皇室の方々の私的な御交際」とした上で「皇族方の公私にわたるお世話をしているということから、同会のお手伝いをしている」「こうした御交際について、特段の法的な位置づけがあるものではない」と答弁している。
定例の陪食・賜茶の会
概ね年2回～2年に1回の割合で、皇居に旧皇族が召かれて、天皇・皇后との会食を行う。また、皇室の慶事（皇族の婚姻等）に合わせて内祝いとして開催されることもある。
皇族主催の親睦会
昭和50年代ごろから始められた形式で、老齢に達した昭和天皇にかわる形で、天皇・皇后の慶事を、皇太子同妃が主催して祝う形式がとられた・皇居・吹上御苑内の花蔭亭が使用され、皇族・旧皇族に加えて、侍従職等も交じっての余興が多く行われる特色がある。
菊栄親睦会大会
皇室の慶事や重大事があった際に、親睦会の主催で特別に開催される。皇居外で行われるのが通例であり、天皇・皇后が招待される形をとる。皇族・旧皇族から数名が幹事となり、皇族・旧皇族の正会員に加えて、その親族も参列し、総勢100名近くに達することもある。立食形式で和洋の料理、デザート、飲み物などがふるまわれ、寿司や天ぷらがその場で提供されるという。
2年～5年に1回のペースで開かれるが、平成に入ると明仁天皇が公務で多忙であったこともあり、開催頻度は減少した。直近で開催された大会は、2014年（平成26年）5月18日の「天皇陛下傘寿奉祝菊栄親睦会大会」である。令和になってからは、令和2年（2020年）6月に予定されていた、徳仁天皇即位奉祝の大会が新型コロナウイルス感染症の感染拡大の影響で取り止めとなって、一度も開催されていない。

## 備考
- 旧皇族の臣籍降下から10年余りが経過した1958年（昭和33年）時点では、瓜生順良宮内庁次長の国会答弁によると「相当大きな会合としては春とか秋、春秋二回、相当な会合があり、その他にも折に触れてなさっております。」「他の皇族さんは大ていお出になつておりますが、両陛下は特別の場合だけお出になり、一々お出になっておりません」[14]という状況であった。
- 寛仁親王によると、昭和時代に比較的若い世代で「ジュニア菊栄親睦会」を作ったという。曰く、「ぼくと、東久邇さんとこの長男と、あと朝香さんとこの長男坊とで、『ジュニア菊栄親睦会』っていうのをつくって、それの総大将は皇太子さまになってるの[15]」。